# يوسف محمد (إعلامي)
يوسف محمد إسماعيل (ولد في 2 مايو 1976 في المحرق، البحرين - توفي في 21 نوفمبر 2024 في المنامة، البحرين) إعلامي ومؤرخ وأستاذ جامعي ومؤلف ومغني وناشط اجتماعي وتراثي بحريني.
كان يعد أحد أبرز الاعلاميين البحرينيين في مجال توثيق تاريخ البحرين والتراث والهوية الوطنية وتوثيق سير الشخصيات الملهمة ومهتم أيضا في مجال الإبتكار والقيادة والتفكير الإستراتيجي.

## النشأة والتعليم
ولد يوسف في 2 مايو 1976 في المحرق شمال شرق البحرين. والده هو الرياضي والصحفي محمد إسماعيل. عاش لفترة بسيطة من طفولته في المنامة مكان سكن العائلة التي انتقلت بعدها في بداية الثمانينات إلى مدينة عيسى فتلقى تعليمي الابتدائي والإعدادي بمدرسة عثمان بن عفان الإبتدائية الإعدادية للبنين وأكمل المرحلة الثانوية بمدرسة مدينة عيسى الثانوية للبنين. لم يستطع تحقيق حلمه بالالتحاق بكلية الطب على الرغم من كونه من المتفوقين خلال المراحل الدراسية الابتدائية والإعدادية إلى الصف الثاني الثانوي إلا أنه لم يحالفه التوفيق في الصف الثالث الثانوي وحصل على درجات متدنية أبعدته عن حلمه الذي كان يراوده منذ الطفولة.
طفولته كانت ممتعة ومتنوعة ومارس فيها أغلب الهوايات وصقل شخصيته في الاحتكاك بالناس والتواصل والمشاركة في الفعاليات سواء المدرسية أو الكشفية أو الأندية الثقافية والرياضية وكان يعمل في فترة الصيف في أحد المصانع لكسب الخبرة.
كان حلم يوسف إكمال الدراسة الجامعية يراوده لسنوات وكانت ظروف التوفيق بين العمل والدراسة وأيضا توفير مصاريف الدراسة الجامعية التي كانت باهظة التكاليف في ذلك الوقت تشكل عائقا حيث كان راتبه في أول عمل له حينها لا يتجاوز 184 دينار بحريني بينما تكلفة المادة الواحدة في الدراسة تتجاوز 500 دينار بحريني لكن قرر أن يخوض التحدي عبر اقتراضه من أحد البنوك لإكمال دراسته والتحق بكلية الإدارة بجامعة البحرين – التعليم المستمر ونال شهادة في الإدارة التنفيذية ثم واصل لدراسة بكالوريوس الإعلام وكان من أوائل الدفعات التي تنظم لهذا البرنامج وكان يعمل ويدرس في نفس الوقت حتى حصل على شهادة البكالوريوس في الإعلام والعلاقات العامة من جامعة البحرين. ثم حصل على درجة الماجستير في الإعلام بدرجة الامتياز العالي من الجامعة الاهلية ثم حصل على دكتوراه في الفلسفة بإدارة الابتكار من جامعة الخليج العربي. وكانت الرسالة العلمية بعنوان: "واقع الابتكار الاجتماعي في مملكة البحرين خلال الفترة 1869-1971م: دور الرواد الاجتماعيين في مجالي (التعليم والفن)" وهي رسالة تعتبر الأولى التي تناولت بناء منظومة معرفية لفهم السياق الاجتماعي وعلاقته برحلة الابتكار الاجتماعي وبناء المؤسسات الاجتماعية والتعرف على واقع الابتكار الاجتماعي في مملكة البحرين من خلال دور الرواد الاجتماعيين في مجالي الفن والتعليم وذلك في حقبة زمنية مهمة في تاريخ مملكة البحرين (1869-1971م) وهي تمثل في عمر الزمن قرنا.
حصل على دبلوما التهيئة للمدراء الحكوميين. كما اجتاز الكثير من الدورات المتخصصة في علوم الإدارة والعلاقات العامة ويحمل الرخصة الدولية في القيادة العليا والدبلوم في الإدارة التنفيذية والمتوسطة وهو مساعد مدرب في البرمجة العصبية اللغوية.

## المسيرة المهنية
بدأ بوظيفة بمركز التأهيل الاجتماعي بوزارة العمل والتنمية الاجتماعية لعدة سنوات اكتسبت خلالها مهارات العمل والتعامل مع ذوي الاحتياجات الخاصة وبعدها انتقل للعمل بوزارة الإعلام. تدرج في العمل في وزارة الإعلام بداية من وظيفة بسيطة ثم أصبحت سكرتير ثم مدير مكتب وتم اختياره ليصبح مشرف المعلومات حتى تم تعيينه في منصب مدير إدارة المطبوعات والنشر من 2001 إلى 2015 ثم مدير إدارة التلفزيون من 2015 إلى 2017 ثم مدير إدارة وسائل الاعلام من 2017 حتى وفاته. كما شارك في الكثير من المهرجانات الغنائية الوطنية وله إسهامات بارزة في مجال الأغنية الوطنية. مثل مملكة البحرين في العديد من الاجتماعات الخارجية والمؤتمرات الدولية. وكان عضو في العديد من اللجان الوطنية. كما قدم العديد من أوراق العمل في مجالي الإدارة والإعلام والابتكار. أسندت له مهام تنظيم العديد من الملتقيات والمهرجانات والفعاليات الإعلامية والوطنية واشرف على عدد من المشاريع الإعلامية المعززة للهوية الوطنية.
خاض أولى التجارب من خلال برنامج محطات فنية وحقق نجاحا وبعدها طور نفسه وأفكار المحتوى الذي يقدمه فكانت حصيلة جيدة من البرامج الإذاعية والتلفزيونية شملت مئات الحلقات وثق خلالها سيرة 250 شخصية بحرينية ممن قدموا للوطن الكثير والكثير في حياتهم ومن أبرز تلك البرامج برنامج ذاكرة البحرين وبرامج محطات فنية وبرنامج عزوتي وناسي وبرنامج سيرة ومكان أما في الإذاعة فقد قدم برنامج مفاتيح من القلب وبرنامج خير جليس الذي يوثق سيرة الكتاب البحرينيين وبرنامج نغمات معتقة بالإضافة إلى العديد من السهرات الإعلامية. على الرغم من ذلك فإنه يميل في برامجه إلى البرامج الوثائقية أو السردية والحوارية التي تعطي مساحة للضيف للحديث ونبش الذاكرة وتوثيق الأحداث والأماكن من خلال التاريخ الشفاهي.
قام بتقديم وإعداد العديد من البرامج التلفزيونية والإذاعية وتوثيق السير الوطنية وحفظ الموروث الشعبي وتعزيز الهوية الوطنية وقدم العديد من الاعمال الغنائية الوطنية والاجتماعية. كان عضو ومؤسس لعدد من المراكز والملتقيات الشبابية والثقافية والاجتماعية. كما قام بتأسيس شركة واي إم للإبداع المتخصصة في الابتكار والتوثيق.
عمل محاضر جامعي في عدة جامعات. كذلك كان عضو اللجنه الاستشارية لتخصص الاعلام في كل من جامعة البحرين والجامعة الأهلية والجامعة الخليجية.
قام بمجهود ذاتي بإطلاق مشروع سلسلة أغاني التراث البحريني وبدأ بتوثيق أغاني الأعراس في المجتمع البحريني تحت مسمى "أغاني ليلة العمر" كذلك أغاني شهر رمضان وأغاني الطفل الشعبية التي ضمت أغاني غناها الأطفال في الماضي ابتداء من ولادة الطفل والتهويدة ودخول المطوع وختم القرآن والألعاب الشعبية وانتهاء بفرحة رمضان والقرقاعون والوداع والعيد.
شارك في مسابقة الابتكار الحكومي 5 مرات ولم يحالفه الحظ في المرات الأولى والثانية والثالثة ووصل في المرة الرابعة إلى أن يكون من بين الـ 40 فكرة وفي المرة الخامسة تمكن من الوصول إلى أفضل 12 فكرة متأهلة في المسابقة بفكرة "ذاكرة البحرين" الوصول إلى المبتغى عبر تطبيقها.

## الإصدارات
اصدر عدد من الكتب والمؤلفات منها (كتاب زايد والبحرين) و(تاريخ الاغنية الوطنية) و(ملك وحوار الحضارات) و(عنوا على البال) وساهم في اعداد وتوثيق الكلمات السامية لملك البحرين (1999-2020).

## الجوائز والتقدير
حاصل على القلادة الفخرية من الدرجة الأولى من مجلس الوحدة الإعلامية العربية وملتقى الإعلاميين العرب وجائزة المبدع العربي في الدورة الرابعة للرواد والمبدعين العرب واختير ضمن 51 شخصية ملهمة في البحرين.
حصل على الجائزة الذهبية في مهرجان الخليج الثامن للإنتاج الإذاعي والتلفزيوني عن أغنية تالي العمر الخاصة بالمسنين.
حصل على الجائزة البرونزية في مهرجان القاهرة للإنتاج الإذاعي والتلفزيوني عن أغنية أنا أقوى الخاصة بالمعوقين كذلك نال الجائزة التقديرية في مهرجان البحرين للفيديو كليب عن هذا العمل.
حصل على جائزة أفضل ملحن للأغنية الوطنية في مهرجان البحرين الغنائي الأول والثاني وحصل على أعلى نسبة تصويت على أفضل أغنية يختارها الجمهور لأغنية أفاخر أني بحريني.

## الحياة الشخصية
متزوج ولديه "مها" و"حمد" و"إسماعيل".

## الوفاة
في 6 أكتوبر 2024 تعرض يوسف لجلطة في المخ وظل طريح فراش المرض حتى توفي في يوم الخميس 19 جمادى الأولى 1446 للهجرة الموافق 21 نوفمبر 2024 ووري جثمانه الثرى في مقبرة المنامة في في اليوم التالي من بعد صلاة الجمعة.
نعت وزارة الإعلام في البحرين يوسف محمد وجاء في بيان الوزارة: "قد كان الفقيد رحمه الله علامة بارزة في المشهد الإعلامي داخل البحرين وخارجها وصاحب رؤية مهنية متميزة أثرت الساحة الإعلامية المحلية والإقليمية على مدى سنوات من العمل المخلص".
نعاه العديد من منتسبي الوسط الإعلامي في مملكة البحرين ودول الخليج العربي منهم عبد الله المدني وفهد مندي وعهدية السيد وهنوف السردي وخالد فهد الحسين وثامر الشهراني وجاسم محمد كمال ومرزوق العجمي ومطلق نصار الشريفي وأحمد فيصل علي الجهضمي.